# Neuvy-Saint-Sépulchre
Pour l’article homonyme, voir Neuvy.
Neuvy-Saint-Sépulchre [nøvi sɛ̃ sepylkʁ]  est une commune française située dans le département de l'Indre, en région Centre-Val de Loire.

## Géographie

### Localisation
La commune est située dans le sud du département de l'Indre.
Les communes limitrophes sont : Mouhers (4 km), Lys-Saint-Georges (5 km), Tranzault (5 km), Gournay (6 km), Buxières-d'Aillac (6 km), Fougerolles (6 km) et Saint-Denis-de-Jouhet (9 km).
Les services préfectoraux sont situés à La Châtre (14 km), Châteauroux (25 km), Issoudun (41 km) et Le Blanc (57 km).

### Lieux-dits, hameaux et écarts
Les hameaux et lieux-dits de la commune sont : la Caillauderie, Moulin, Pisseloup, les Guizettes, le Paradis, les Avenats, Étrechet, Ville, l'Aubord, les Entes, Claverolles, Tréniers, Fay, le Sachet, Loges Bernard, Gourdon et la Gourdonnerie.

### Hydrographie
Le territoire communal est arrosé par la rivière Bouzanne.

### Climat
Pour des articles plus généraux, voir Climat du Centre-Val de Loire et Climat de l'Indre.
En 2010, le climat de la commune est de type climat océanique dégradé des plaines du Centre et du Nord, selon une étude du CNRS s'appuyant sur une série de données couvrant la période 1971-2000. En 2020, Météo-France publie une typologie des climats de la France métropolitaine dans laquelle la commune est exposée à un climat océanique altéré et est dans la région climatique Ouest et nord-ouest du Massif Central, caractérisée par une pluviométrie annuelle de 900 à 1 500 mm, maximale en automne et en hiver.
Pour la période 1971-2000, la température annuelle moyenne est de 11,5 °C, avec une amplitude thermique annuelle de 15,2 °C. Le cumul annuel moyen de précipitations est de 802 mm, avec 12 jours de précipitations en janvier et 7,4 jours en juillet. Pour la période 1991-2020, la température moyenne annuelle observée sur la station météorologique de Météo-France la plus proche, « Jeu-les-Bois-Auto », sur la commune de Jeu-les-Bois à 9 km à vol d'oiseau, est de 12,0 °C et le cumul annuel moyen de précipitations est de 746,6 mm,. Pour l'avenir, les paramètres climatiques de la commune estimés pour 2050 selon différents scénarios d'émission de gaz à effet de serre sont consultables sur un site dédié publié par Météo-France en novembre 2022.

### Paysages
Elle est située dans la région naturelle du Boischaut Sud.

## Urbanisme

### Typologie
Au 1er janvier 2024, Neuvy-Saint-Sépulchre est catégorisée bourg rural, selon la nouvelle grille communale de densité à sept niveaux définie par l'Insee en 2022.
Elle est située hors unité urbaine. Par ailleurs la commune fait partie de l'aire d'attraction de Châteauroux, dont elle est une commune de la couronne,. Cette aire, qui regroupe 71 communes, est catégorisée dans les aires de 50 000 à moins de 200 000 habitants,.

### Zonages d'études
La commune se situe dans la zone d’emploi de Châteauroux et dans le bassin de vie de La Châtre.

### Logement
Le tableau ci-dessous présente le détail du secteur des logements de la commune :
| Date du relevé                                              | 2013   |
| Nombre total de logements                                   | 1 038  |
| Résidences principales                                      | 77,6 % |
| Résidences secondaires                                      | 8,9 %  |
| Logements vacants                                           | 13,5 % |
| Part des ménages propriétaires de leur résidence principale | 72,1 % |

### Voies de communication et transports

#### Voies de communication
Le territoire communal est desservi par les routes départementales : 19F, 38, 42B, 74, 74C, 51, 927 et 990.

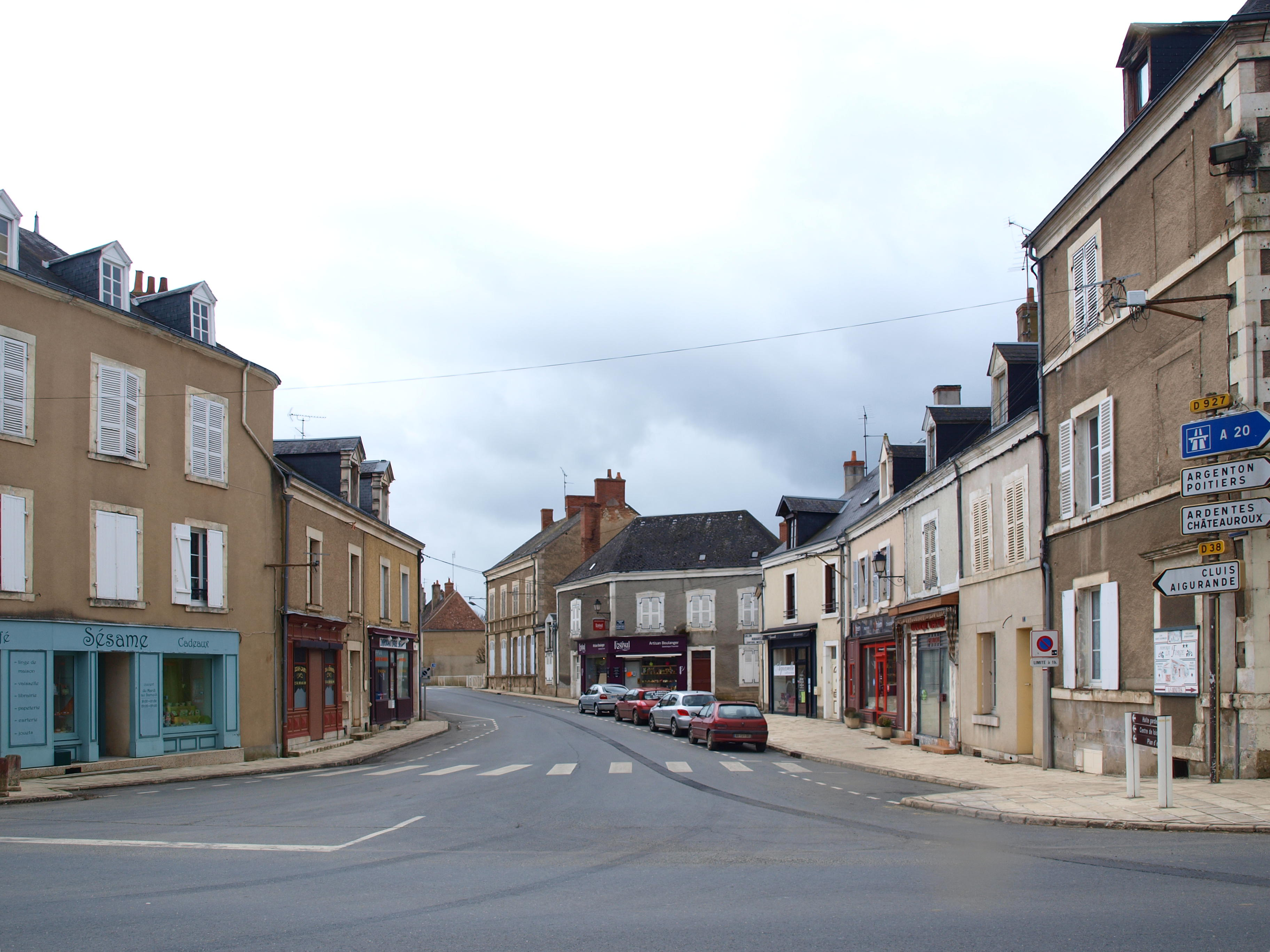
La place du Cardinal-Eudes en 2013.
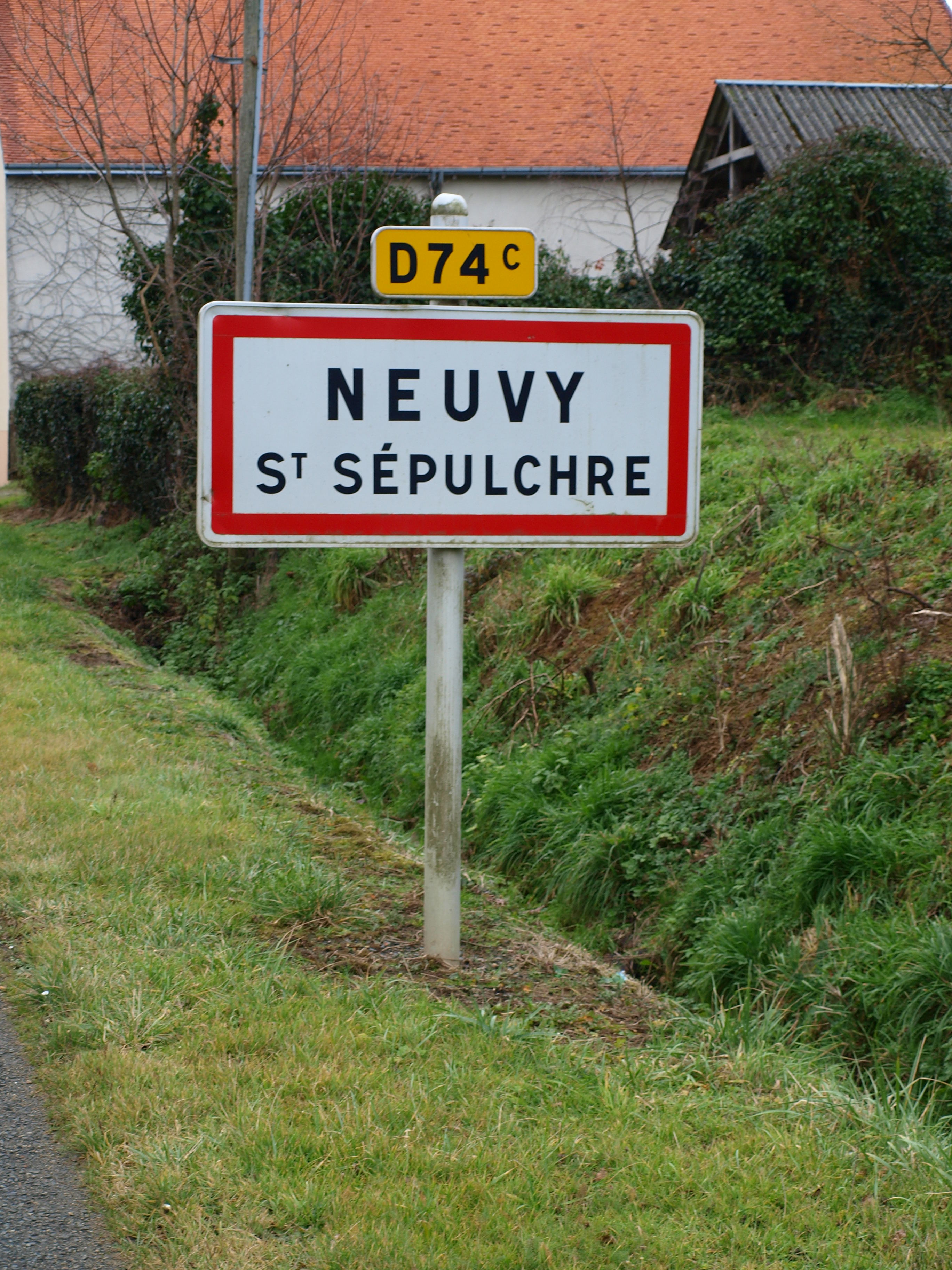
Le panneau d'entrée d’agglomération en 2014.

#### Transports
La ligne d'Argenton-sur-Creuse à La Chaussée passait par le territoire communal, une gare desservait la commune. Les gares ferroviaires les plus proches sont les gares d'Argenton-sur-Creuse (23 km) et Châteauroux (27 km).
Neuvy-Saint-Sépulchre est desservie par les lignes H, I et J du Réseau de mobilité interurbaine.
L'aéroport le plus proche est l'aéroport de Châteauroux-Centre, à 35 km.

### Risques naturels et technologiques
La commune est classée en zone de sismicité 2, correspondant à une sismicité faible.

### Risques majeurs
Le territoire de la commune de Neuvy-Saint-Sépulchre est vulnérable à différents aléas naturels : météorologiques (tempête, orage, neige, grand froid, canicule ou sécheresse), mouvements de terrains et séisme (sismicité faible). Un site publié par le BRGM permet d'évaluer simplement et rapidement les risques d'un bien localisé soit par son adresse soit par le numéro de sa parcelle.

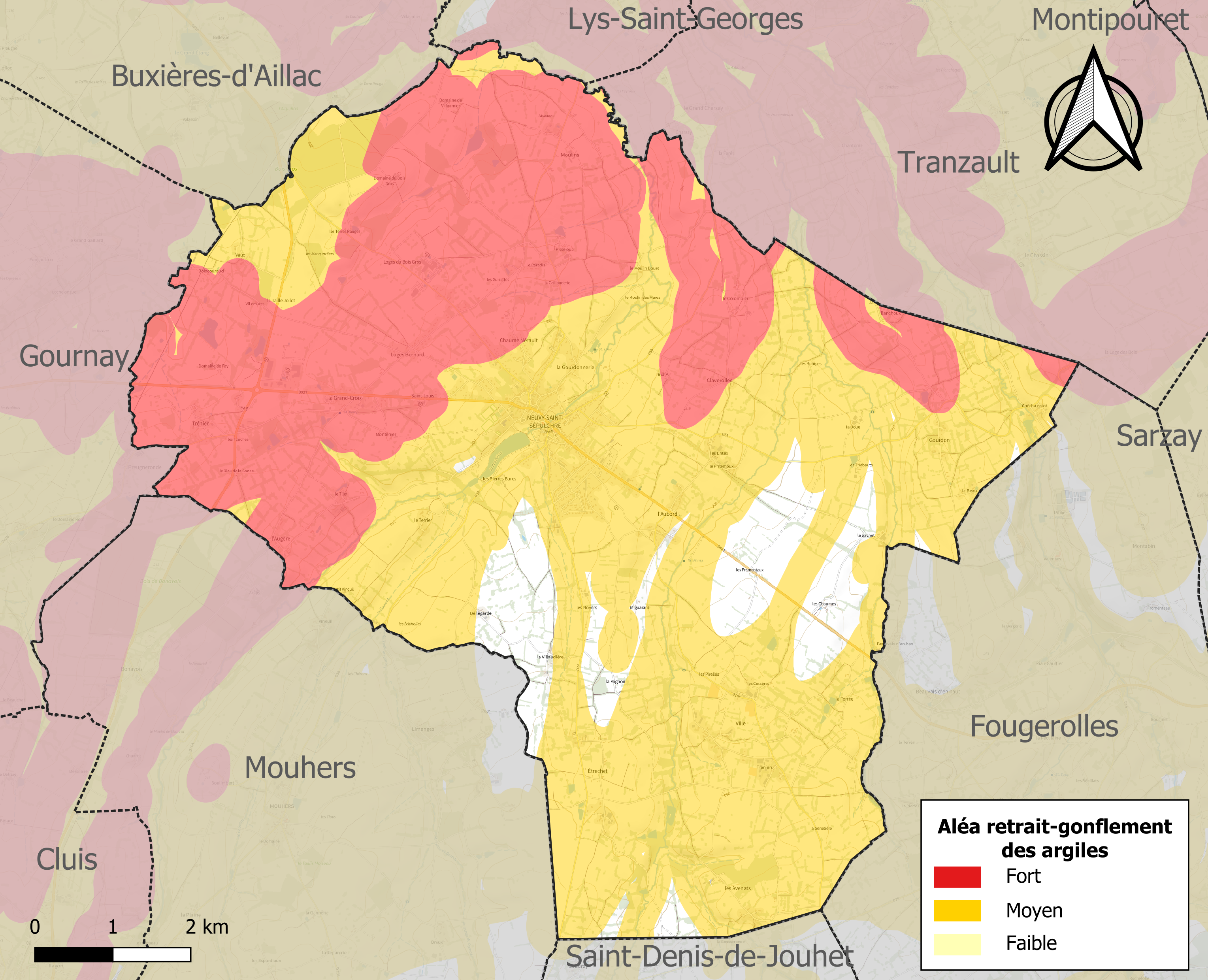
Carte des zones d'aléa retrait-gonflement des sols argileux de Neuvy-Saint-Sépulchre.

Les mouvements de terrains susceptibles de se produire sur la commune sont des tassements différentiels.
Le retrait-gonflement des sols argileux est susceptible d'engendrer des dommages importants aux bâtiments en cas d’alternance de périodes de sécheresse et de pluie. 92,1 % de la superficie communale est en aléa moyen ou fort (84,7 % au niveau départemental et 48,5 % au niveau national). Sur les 1 044 bâtiments dénombrés sur la commune en 2019, 1025 sont en aléa moyen ou fort, soit 98 %, à comparer aux 86 % au niveau départemental et 54 % au niveau national. Une cartographie de l'exposition du territoire national au retrait gonflement des sols argileux est disponible sur le site du BRGM,.
Concernant les mouvements de terrains, la commune a été reconnue en état de catastrophe naturelle au titre des dommages causés par la sécheresse en 1989, 1991, 1992, 1993, 2009, 2011, 2016, 2018 et 2019 et par des mouvements de terrain en 1999.

## Toponymie
Neuvy : du bas latin novus vicus → bourg neuf.
Saint-Sépulchre : tire son nom de son principal édifice, la basilique Saint-Étienne que fit construire le prince de Déols-seigneur de Châteauroux, à son retour de Terre sainte. Il s'agit d'une des copies subsistantes du Saint-Sépulcre de Jérusalem. Le « h » au Sépulcre de Neuvy n'est pas une erreur de graphie. Selon le journaliste Antoine Pasquier, il a été ajouté par les clercs médiévaux pour souligner la splendeur des lieux. Ce « Sépulchre » serait la concaténation des mots sépulcre et de l'adjectif latin pulcher qui signifie beau. Sepulchrum est également une graphie possible en latin du mot sépulcre, attestée chez Aulu-Gelle et Charisius.
Durant la Révolution française, pour suivre le décret de la Convention du 25 vendémiaire an II (16 octobre 1793) invitant les communes ayant des noms pouvant rappeler les souvenirs de la royauté, de la féodalité ou des superstitions, à les remplacer par d'autres dénominations, la commune change provisoirement de nom pour Neuvy-sur-Bouzanne.
Ses habitants sont appelés les Neuviciens.

## Histoire

### Temps modernes
La communauté de Neuvy-Saint-Sépulchre traverse une grave crise démographique au début du XVIIIe siècle, puisqu’elle passe de 267 feux en 1709 à 218 en 1726. L’hiver de 1709-1710 notamment cause de nombreuses pertes, ainsi que la grande canicule de 1719 (qui tua beaucoup par dysenterie).

### Époque contemporaine
Entre le 29 janvier et le 8 février 1939, plus de 2 000 réfugiés espagnols fuyant l'effondrement de la république espagnole devant les troupes de Franco, arrivent dans l’Indre. Contrairement aux départements voisins qui font appel aux communes, l’Indre réussit à les regrouper dans seulement trois, puis sept centres, ce qui permet un meilleur contrôle de cette population considérée comme dangereuse (notamment sur le plan sanitaire). Le Blanc est un des trois premiers centres. Les réfugiés, essentiellement des femmes et des enfants, sont soumis à une quarantaine stricte, vaccinés, le courrier est limité, le ravitaillement, s'il est peu varié et cuisiné à la française, est cependant assuré. Une partie des réfugiés rentrent en Espagne, incités par le gouvernement français qui en facilite les conditions, mais une grande partie préfèrent rester. La fermeture du camp, prévue pour le 10 mars, est repoussée au 1er juin. L’exode de juin 1940 concerne aussi ces réfugiés, qui une fois la campagne de France passée, reviennent. Le régime de Vichy les rassemble alors au camp de Douadic, surveillé par la police.

## Politique et administration

### Découpage territorial
Neuvy-Saint-Sépulchre est membre :
- de la communauté de communes du Val de Bouzanne ;
- du canton de Neuvy-Saint-Sépulchre ;
- de l'arrondissement de La Châtre ;
- de la deuxième circonscription de l'Indre.

### Administration municipale

#### Tendances politiques et résultats
| Élections présidentielles, résultats des deuxièmes tours.                                              | Élections présidentielles, résultats des deuxièmes tours. | Élections présidentielles, résultats des deuxièmes tours. | Élections présidentielles, résultats des deuxièmes tours. | Élections présidentielles, résultats des deuxièmes tours. | Élections présidentielles, résultats des deuxièmes tours. | Élections présidentielles, résultats des deuxièmes tours. | Élections présidentielles, résultats des deuxièmes tours. |
| Année                                                                                                  | Élu                                                       | Élu                                                       | Élu                                                       | Battu                                                     | Battu                                                     | Battu                                                     | Participation                                             |
| --- | --------------------------------------------------------- | --------------------------------------------------------- | --------------------------------------------------------- | --------------------------------------------------------- | --------------------------------------------------------- | --------------------------------------------------------- | --------------------------------------------------------- |
| 2002                                                                                                   | 82.31 %                                                   | Jacques Chirac                                            | RPR                                                       | 17.69 %                                                   | Jean-Marie Le Pen                                         | FN                                                        | 80.36 %                                                   |
| 2007                                                                                                   | 51.64 %                                                   | Nicolas Sarkozy                                           | UMP                                                       | 48.36 %                                                   | Ségolène Royal                                            | PS                                                        | 84.65 %                                                   |
| 2012                                                                                                   | 51.88 %                                                   | François Hollande                                         | PS                                                        | 48.12 %                                                   | Nicolas Sarkozy                                           | UMP                                                       | 82.50 %                                                   |
| 2017                                                                                                   | 57.91 %                                                   | Emmanuel Macron                                           | EM                                                        | 42.09 %                                                   | Marine Le Pen                                             | FN                                                        | 77.50 %                                                   |
| 2022                                                                                                   | %                                                         | Emmanuel Macron                                           | LREM                                                      | %                                                         | Marine Le Pen                                             | RN                                                        | %                                                         |
| Élections législatives, résultats des deux meilleurs scores du dernier tour de scrutin.                |                                                           |                                                           |                                                           |                                                           |                                                           |                                                           |                                                           |
| Année                                                                                                  | Élu                                                       | Élu                                                       | Élu                                                       | Battu                                                     | Battu                                                     | Battu                                                     | Participation                                             |
| Neuvy-Saint-Sépulchre est répartie sur plusieurs circonscriptions, cf. les résultats des .             |                                                           |                                                           |                                                           |                                                           |                                                           |                                                           |                                                           |
| Avant 2010, Neuvy-Saint-Sépulchre est répartie sur plusieurs circonscriptions, cf. les résultats des . |                                                           |                                                           |                                                           |                                                           |                                                           |                                                           |                                                           |
| 2002                                                                                                   | 66.88 %                                                   | Nicolas Forissier                                         | UMP                                                       | 33.12 %                                                   | André Laignel                                             | PS                                                        | 62.12 %                                                   |
| 2007                                                                                                   | 61.19 %                                                   | Nicolas Forissier                                         | UMP                                                       | 38.81 %                                                   | Marie-Françoise Bechtel                                   | DVG                                                       | 62.71 %                                                   |
| Après 2010, Neuvy-Saint-Sépulchre est répartie sur plusieurs circonscriptions, cf. les résultats de .  |                                                           |                                                           |                                                           |                                                           |                                                           |                                                           |                                                           |
| 2012                                                                                                   | 51.65 %                                                   | Isabelle Bruneau                                          | PS                                                        | 48.35 %                                                   | Nicolas Forissier                                         | UMP                                                       | 63.35 %                                                   |
| 2017                                                                                                   | 54.14 %                                                   | Nicolas Forissier                                         | UMP                                                       | 45.86 %                                                   | Sophie Guerin                                             | MDM                                                       | 46.22 %                                                   |
| 2022                                                                                                   | %                                                         |                                                           |                                                           | %                                                         |                                                           |                                                           | %                                                         |
| 2024                                                                                                   | %                                                         |                                                           |                                                           | %                                                         |                                                           |                                                           | %                                                         |
| Élections européennes, résultats des deux meilleurs scores.                                            |                                                           |                                                           |                                                           |                                                           |                                                           |                                                           |                                                           |
| Année                                                                                                  | Liste 1re                                                 | Liste 1re                                                 | Liste 1re                                                 | Liste 2e                                                  | Liste 2e                                                  | Liste 2e                                                  | Participation                                             |
| 2004                                                                                                   | 32.30 %                                                   | Catherine Guy-Quint                                       | PS                                                        | 18.76 %                                                   | Brice Hortefeux                                           | UMP                                                       | 41.81 %                                                   |
| 2009                                                                                                   | 31.01 %                                                   | Jean-Pierre Audy                                          | UMP                                                       | 13.32 %                                                   | Henri Weber                                               | PS                                                        | 41.63 %                                                   |
| 2014                                                                                                   | 31.22 %                                                   | Bernard Monot                                             | FN                                                        | 17.72 %                                                   | Brice Hortefeux                                           | UMP                                                       | 41.50 %                                                   |
| 2019                                                                                                   | 28.69 %                                                   | Jordan Bardella                                           | FN                                                        | 23.05 %                                                   | Nathalie Loiseau                                          | LREM                                                      | 51.42 %                                                   |
| 2024                                                                                                   | %                                                         |                                                           |                                                           | %                                                         |                                                           |                                                           | %                                                         |
| Élections régionales, résultats des deux meilleurs scores.                                             |                                                           |                                                           |                                                           |                                                           |                                                           |                                                           |                                                           |
| Année                                                                                                  | Liste 1re                                                 | Liste 1re                                                 | Liste 1re                                                 | Liste 2e                                                  | Liste 2e                                                  | Liste 2e                                                  | Participation                                             |
| 2004                                                                                                   | 52.17 %                                                   | Michel Sapin                                              | PS                                                        | 30.62 %                                                   | Serge Vinçon                                              | UMP                                                       | 62.28 %                                                   |
| 2010                                                                                                   | 46.74 %                                                   | François Bonneau                                          | PS                                                        | 36.80 %                                                   | Hervé Novelli                                             | UMP                                                       | 52.75 %                                                   |
| 2015                                                                                                   | 37.85 %                                                   | Philippe Vigier                                           | UDI                                                       | 31.22 %                                                   | François Bonneau                                          | PS                                                        | 58.67 %                                                   |
| 2021                                                                                                   | %                                                         |                                                           |                                                           | %                                                         |                                                           |                                                           | %                                                         |
| Élections cantonales, résultats des deux meilleurs scores du dernier tour de scrutin.                  |                                                           |                                                           |                                                           |                                                           |                                                           |                                                           |                                                           |
| Année                                                                                                  | Élu                                                       | Élu                                                       | Élu                                                       | Battu                                                     | Battu                                                     | Battu                                                     | Participation                                             |
| Neuvy-Saint-Sépulchre est répartie sur plusieurs cantons, cf. les résultats de ceux de .               |                                                           |                                                           |                                                           |                                                           |                                                           |                                                           |                                                           |
| 2001                                                                                                   | ? %                                                       | ?                                                         | ?                                                         | ? %                                                       | ?                                                         | ?                                                         | ? %                                                       |
| 2004                                                                                                   | %                                                         |                                                           |                                                           | %                                                         |                                                           |                                                           | indisponible %                                            |
| 2008                                                                                                   | 66.46 %                                                   | Michel Appert                                             | DVD                                                       | 22.56 %                                                   | Laëtitia Guillot                                          | DVG                                                       | 77.80 %                                                   |
| 2011                                                                                                   | %                                                         |                                                           |                                                           | %                                                         |                                                           |                                                           | indisponible %                                            |
| Élections départementales, résultats des deux meilleurs scores du dernier tour de scrutin.             |                                                           |                                                           |                                                           |                                                           |                                                           |                                                           |                                                           |
| Année                                                                                                  | Élus                                                      | Élus                                                      | Élus                                                      | Battus                                                    | Battus                                                    | Battus                                                    | Participation                                             |
| Neuvy-Saint-Sépulchre est répartie sur plusieurs cantons, cf. les résultats de ceux de .               |                                                           |                                                           |                                                           |                                                           |                                                           |                                                           |                                                           |
| 2015                                                                                                   | 52.87 %                                                   | Marie-Jeanne Lafarcinade Louis Pinton élu au premier tour | UD                                                        | 27.09 %                                                   | Marine Beaulieu Jean-Claude Leduc                         | FN                                                        | 53.08 %                                                   |
| 2021                                                                                                   | %                                                         |                                                           |                                                           | %                                                         |                                                           |                                                           | %                                                         |
| Référendums.                                                                                           |                                                           |                                                           |                                                           |                                                           |                                                           |                                                           |                                                           |
| Année                                                                                                  | Oui (national)                                            | Oui (national)                                            | Oui (national)                                            | Non (national)                                            | Non (national)                                            | Non (national)                                            | Participation                                             |
| 1992                                                                                                   | 44.59 % (51,04 %)                                         | 44.59 % (51,04 %)                                         | 44.59 % (51,04 %)                                         | 55.41 % (48,96 %)                                         | 55.41 % (48,96 %)                                         | 55.41 % (48,96 %)                                         | 73.42 %                                                   |
| 2000                                                                                                   | 76.79 % (73,21 %)                                         | 76.79 % (73,21 %)                                         | 76.79 % (73,21 %)                                         | 23.21 % (26,79 %)                                         | 23.21 % (26,79 %)                                         | 23.21 % (26,79 %)                                         | 31.72 %                                                   |
| 2005                                                                                                   | 37.83 % (45,33 %)                                         | 37.83 % (45,33 %)                                         | 37.83 % (45,33 %)                                         | 62.17 % (54,67 %)                                         | 62.17 % (54,67 %)                                         | 62.17 % (54,67 %)                                         | 68.88 %                                                   |

#### Liste des maires
| Période                                  | Période   | Identité               | Étiquette | Qualité                                                            |
| ---------------------------------------- | --------- | ---------------------- | --------- | ------------------------------------------------------------------ |
| avant 1988                               | mars 2008 | Jean-François Mosseron | ?         | ?                                                                  |
| mars 2008                                | En cours  | Guy Gautron            | UDI       | Président de la communauté de communes du Val de Bouzanne Retraité |
| Les données manquantes sont à compléter. |           |                        |           |                                                                    |

### Jumelages
Aucun jumelage n'existe à Neuvy-Saint-Sépulchre.

## Équipements et services publics

### Espaces publics
- Maison de services au public[59]

### Enseignement
La commune dépend de la circonscription académique de La Châtre.

### Postes et télécommunications
Neuvy-Saint-Sépulchre compte un bureau de poste.

### Justice, sécurité, secours et défense
- Gendarmerie nationale[63]
- Centre de secours[64]
- Centre d'entretien et d'exploitation des routes du conseil départemental de l'Indre[65]

## Population et société

### Démographie
L'évolution du nombre d'habitants est connue à travers les recensements de la population effectués dans la commune depuis 1793. Pour les communes de moins de 10 000 habitants, une enquête de recensement portant sur toute la population est réalisée tous les cinq ans, les populations de référence des années intermédiaires étant quant à elles estimées par interpolation ou extrapolation. Pour la commune, le premier recensement exhaustif entrant dans le cadre du nouveau dispositif a été réalisé en 2004.

En 2022, la commune comptait 1 657 habitants, en évolution de +0,06 % par rapport à 2016 (Indre : −3 %, France hors Mayotte : +2,11 %).
| 1793  | 1800  | 1806  | 1821  | 1831  | 1836  | 1841  | 1846  | 1851  |
| ----- | ----- | ----- | ----- | ----- | ----- | ----- | ----- | ----- |
| 1 730 | 1 602 | 1 720 | 1 851 | 2 040 | 2 049 | 2 003 | 2 126 | 2 165 |

| 1856  | 1861  | 1866  | 1872  | 1876  | 1881  | 1886  | 1891  | 1896  |
| ----- | ----- | ----- | ----- | ----- | ----- | ----- | ----- | ----- |
| 2 178 | 2 175 | 2 293 | 2 376 | 2 392 | 2 644 | 2 624 | 2 518 | 2 601 |

| 1901  | 1906  | 1911  | 1921  | 1926  | 1931  | 1936  | 1946  | 1954  |
| ----- | ----- | ----- | ----- | ----- | ----- | ----- | ----- | ----- |
| 2 776 | 2 718 | 2 638 | 2 408 | 2 435 | 2 212 | 2 147 | 2 095 | 2 003 |

| 1962  | 1968  | 1975  | 1982  | 1990  | 1999  | 2004  | 2006  | 2009  |
| ----- | ----- | ----- | ----- | ----- | ----- | ----- | ----- | ----- |
| 1 897 | 1 804 | 1 762 | 1 819 | 1 722 | 1 654 | 1 628 | 1 639 | 1 690 |

| 2014  | 2019  | 2022  | - | - | - | - | - | - |
| ----- | ----- | ----- | - | - | - | - | - | - |
| 1 665 | 1 652 | 1 657 | - | - | - | - | - | - |

### Manifestations culturelles et festivités
- Lundi de Pâques : procession des reliques du Précieux Sang.
- Foire aux produits certifiés de l'agriculture biologique, créée par Paul Raveau, se déroule tous les ans dans la commune, le dernier week-end du mois d'août.
- Journée de la pomme[70], organisée par la Société Pomologique du Berry, a lieu chaque année le dernier week-end d'octobre.

### Sports
Le territoire communal est traversé par le sentier de grande randonnée 654.

### Médias
La commune est couverte par les médias suivants : La Nouvelle République du Centre-Ouest, Le Berry républicain, L'Écho - La Marseillaise, La Bouinotte, Le Petit Berrichon, L'Écho du Berry, France 3 Centre-Val de Loire, Berry Issoudun Première, Vibration, Forum, France Bleu Berry et RCF en Berry.

### Cultes

#### Culte catholique
La commune de Neuvy-Saint-Sépulchre dépend de l'archidiocèse de Bourges, du doyenné du Boischaut Sud et de la paroisse de Neuvy-Saint-Sépulchre. Le lieu de culte est l'église Saint-Étienne.

## Économie

### Revenus de la population et fiscalité
Le revenu net déclaré moyen par foyer fiscal et le pourcentage de foyers fiscaux imposables sont présentés dans les tableaux ci-dessous, :
|                       | 2009     | 2015     |
| Neuvy-Saint-Sépulchre | ?€       | 18 945 € |
| Indre                 | 19 310 € | 19 175 € |
| Centre-Val de Loire   | 22 400 € | 20 494 € |
| France                | 23 433 € | 20 566 € |

|                       | 2009   | 2015   |
| Neuvy-Saint-Sépulchre | ?%     | ?%     |
| Indre                 | 47,9 % | 48,7 % |
| Centre-Val de Loire   | 55,1 % | 55,5 % |
| France                | 54,3 % | 55,4 % |

### Entreprises et commerces
Neuvy-Saint-Sépulchre dispose de plusieurs commerces en centre-ville et d'un supermarché.
La commune se trouve dans l'aire géographique et dans la zone de production du lait, de fabrication et d'affinage du fromage Valençay.

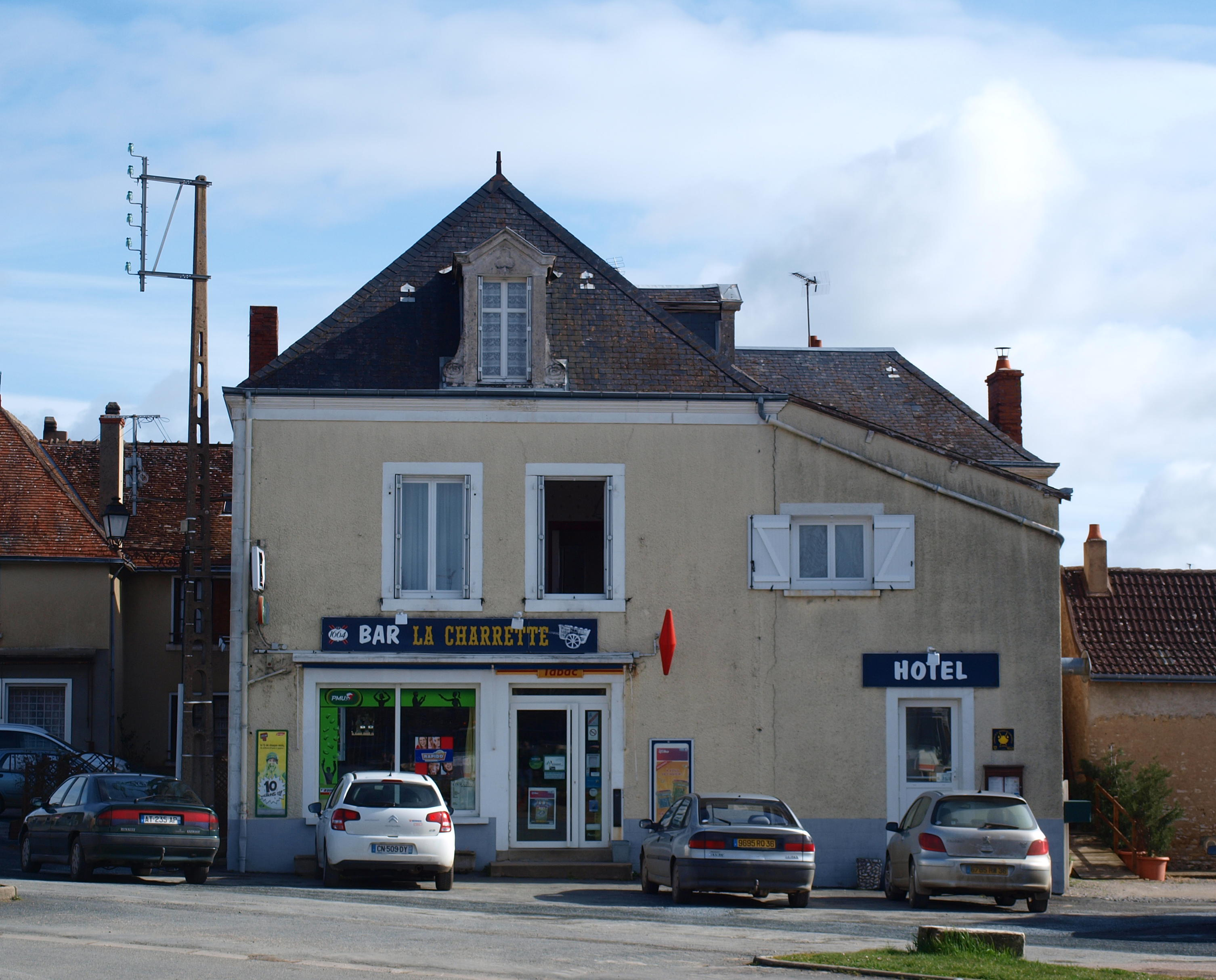
Le bar « La Charrette » en 2013.

### Tourisme et hébergement
Un camping est présent dans la commune. Il s'agit du camping municipal des Frênes qui dispose de 37 emplacements.

## Culture locale et patrimoine

### Lieux et monuments

#### Église Saint-Étienne
L'église a été construite au XIIe siècle. Elle est classée au titre des monuments historiques, en 1840.
Elle est également inscrite en décembre 1998 sur la liste du patrimoine mondial de l'UNESCO au titre des chemins de Saint-Jacques de Compostelle en France.

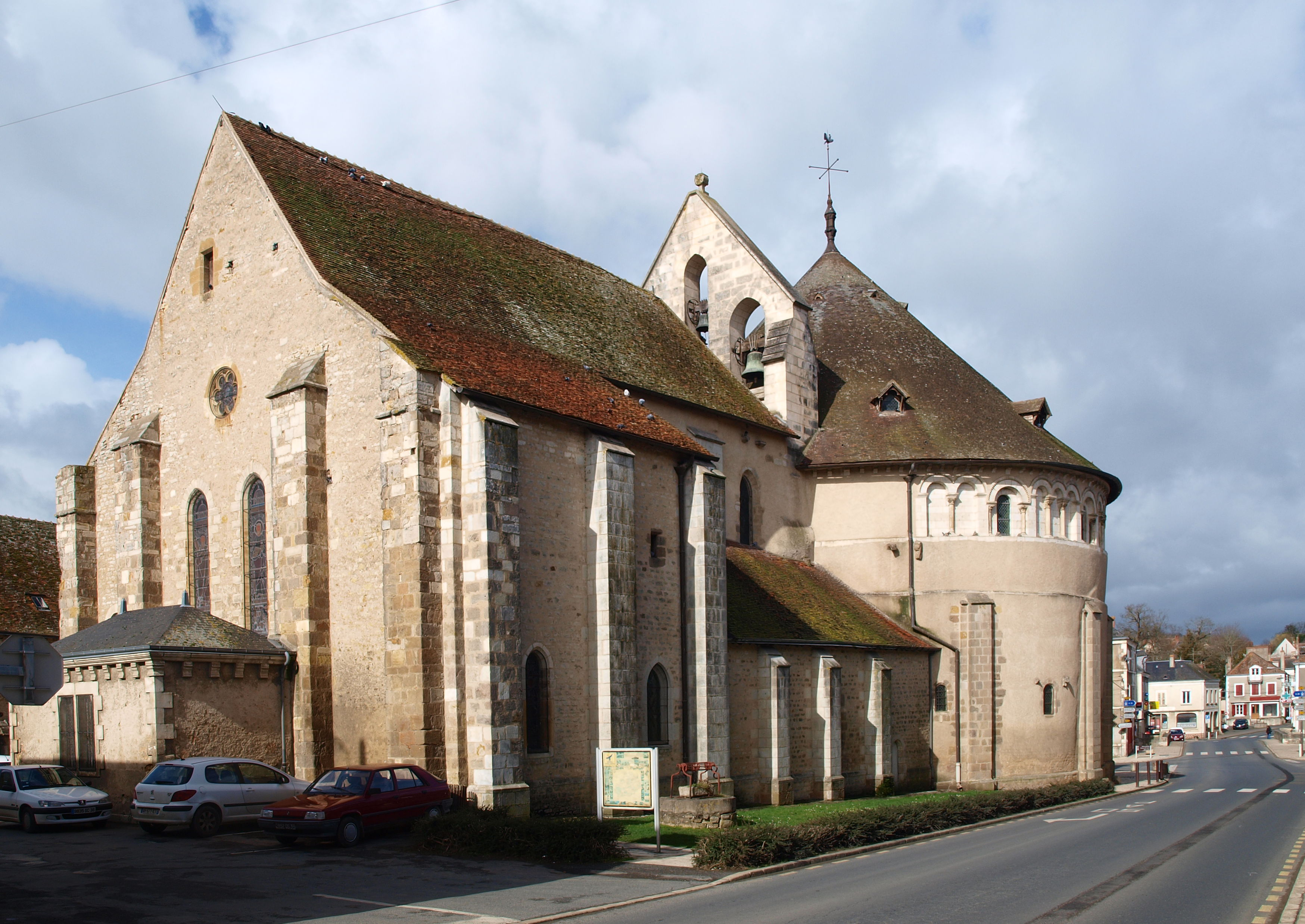
L'église Saint-Étienne en 2013.

#### Autres
- Monument aux morts
- Tour médiévale
- Halles aux piliers métalliques
- Calvaire
- Statue-candélabre érigée par Mathurin Moreau, représentant une Égyptienne, placée sur un piédestal orné avec mascarons sur un bassin, le tout en fonte, l'ensemble faisant fonction de fontaine. La statue-candélabre, érigée en 1934, a été restaurée en février 2020. Les mascarons furent refondus un à un et le système hydraulique remis à neuf[77].
- Puits

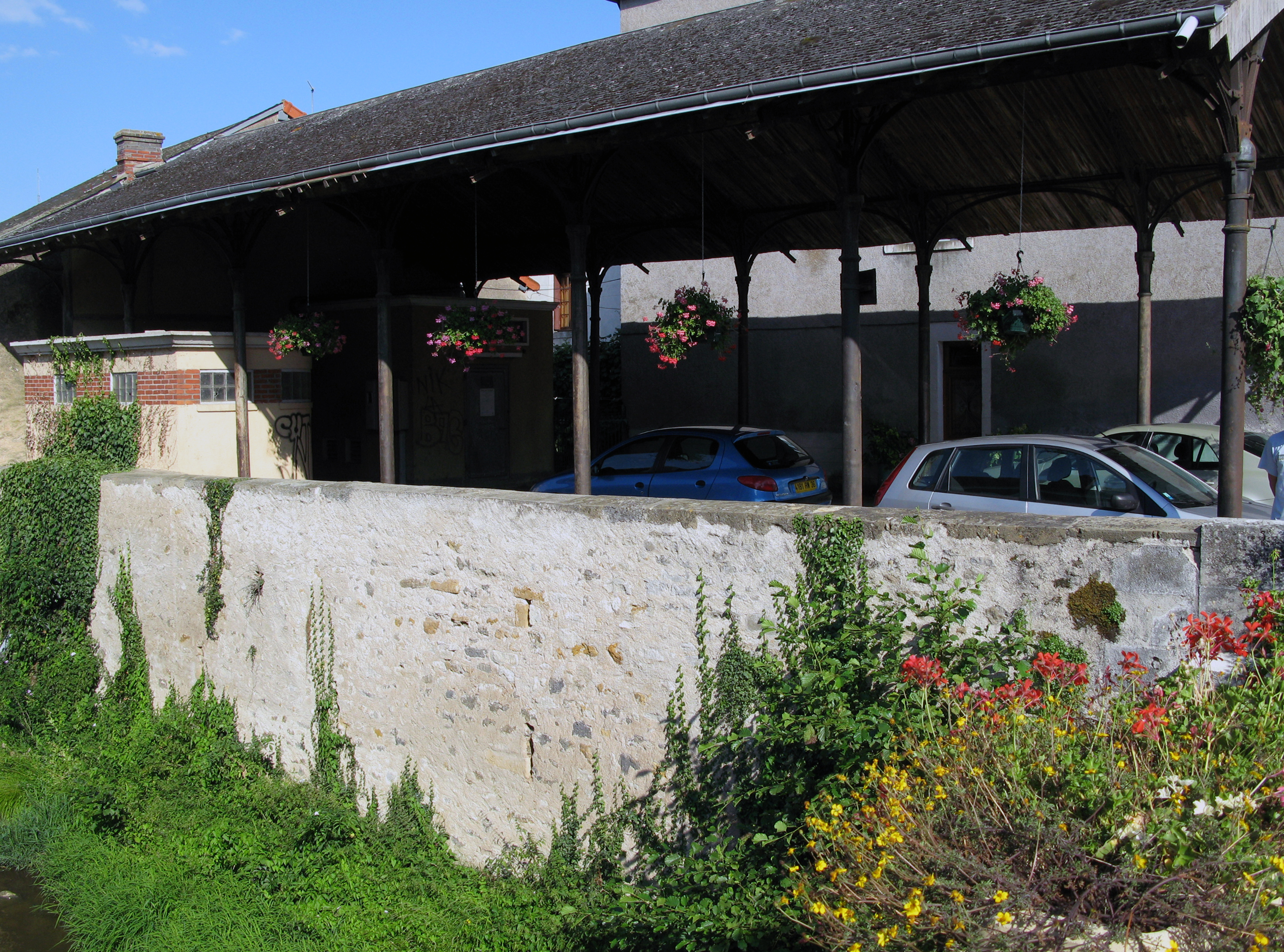
Les halles aux piliers métalliques en 2008.
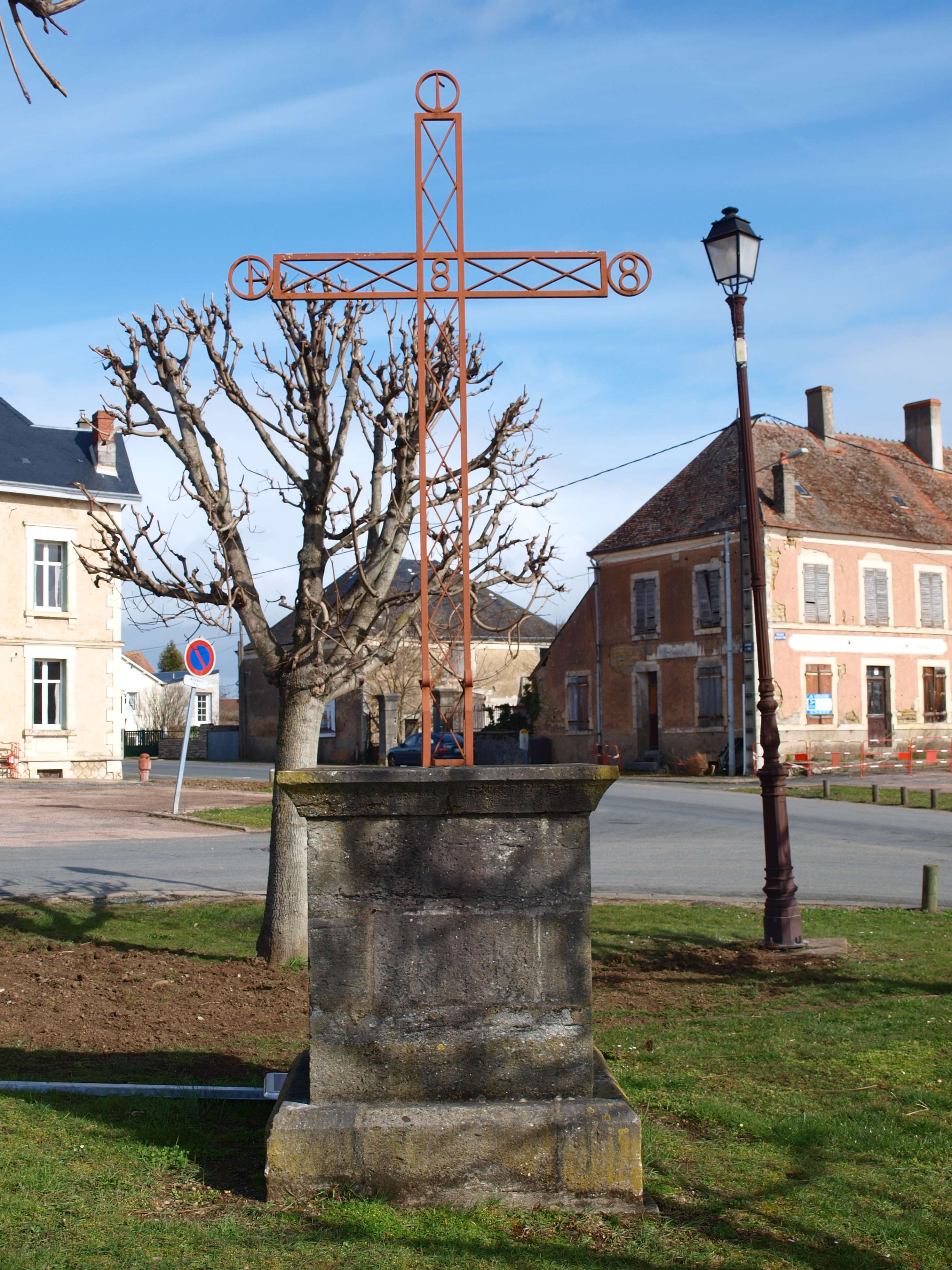
Le calvaire en 2013.
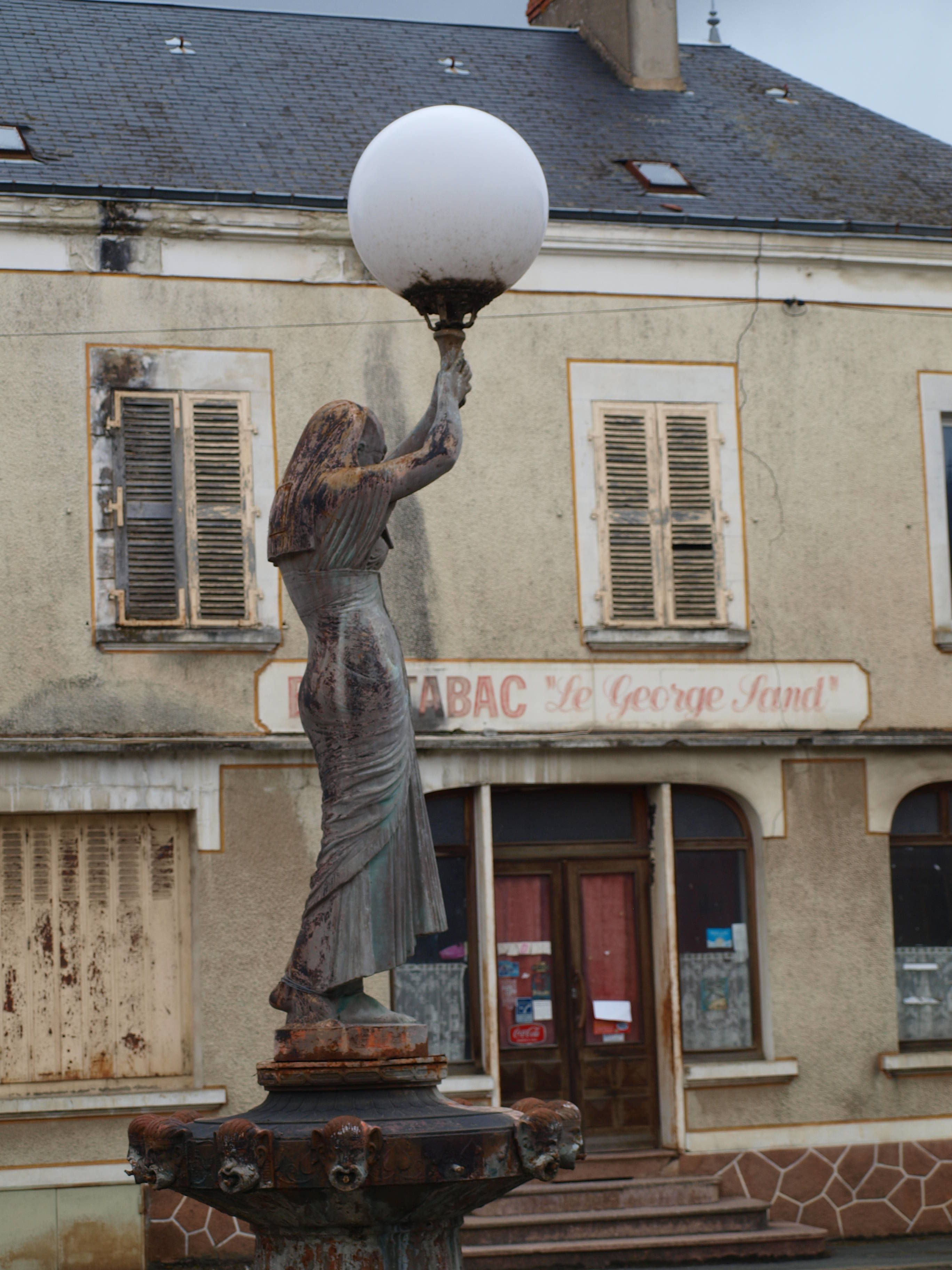
La statue en 2013.
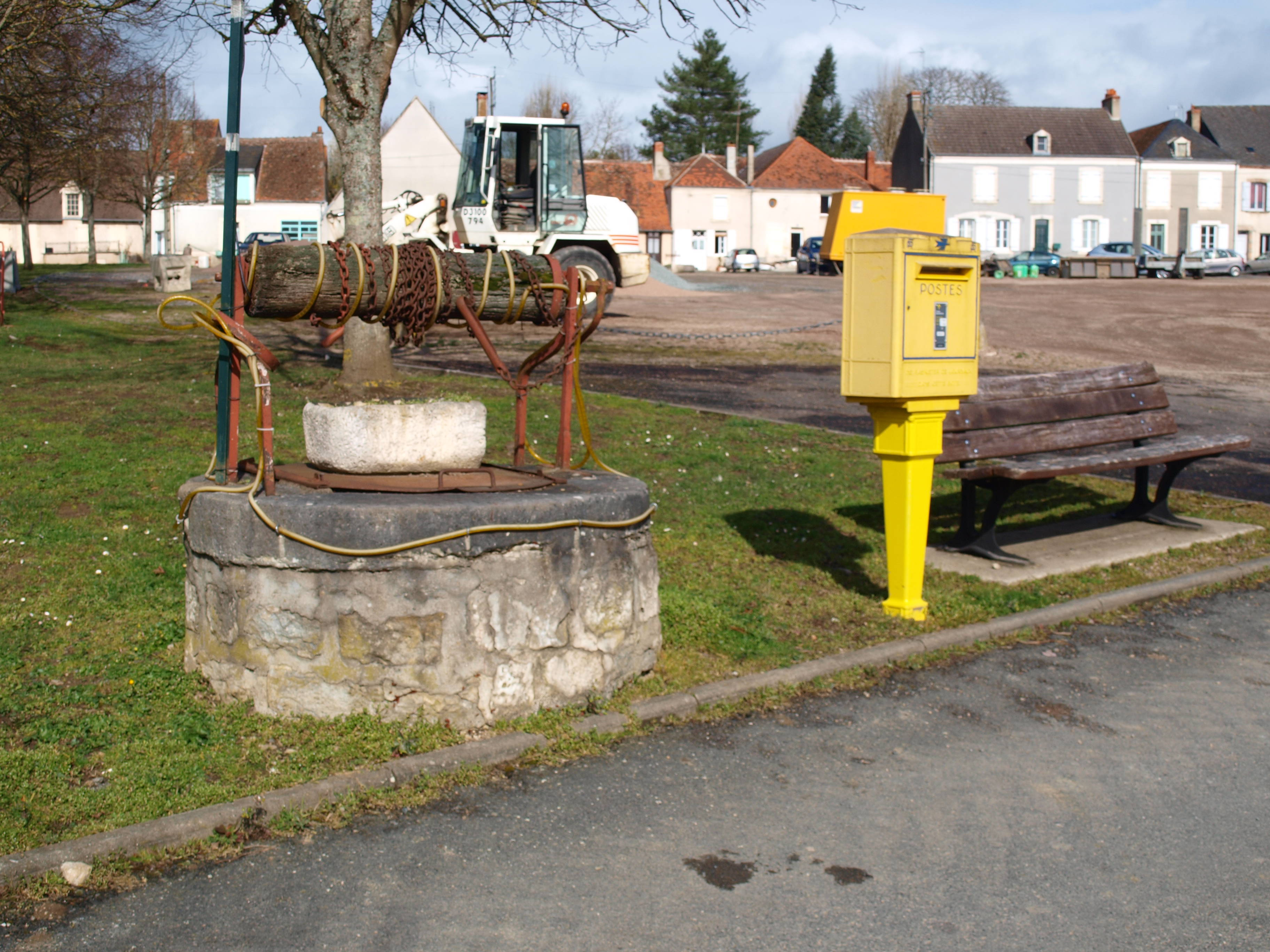
Le puits en 2013.

### Pèlerinages
Le village est une étape de l'un des chemins français vers 

Saint-Jacques de Compostelle.

### Personnalités liées à la commune
- Eudes de Châteauroux (1190-1273), cardinal français du XIIIe siècle.
- Guillaume Thabaud de Bois-La-Reine (1755-1836), membre du Conseil des Cinq Cents, député de l'Indre, né à Neuvy-Saint-Sépulchre.
- Alexandre Marius Jacob, dit Marius Jacob (1879-1954), anarchiste illégaliste français, ayant probablement inspiré le personnage d'Arsène Lupin.
- Paul Raveau (1915-1993), fondateur de la foire biologique de Neuvy.
- Aurore Chabrol (1934-), actrice et scripte française, née à Neuvy-Saint-Sépulchre.

### Héraldique, logotype et devise
| Blason de Neuvy-Saint-Sépulchre | Blason  | D'or à la croix de sable cantonnée au 1er d'une croix potencée, au 2e d'une coquille, aux 3e et 4e d'une goutte, le tout de gueules. |
| Blason de Neuvy-Saint-Sépulchre | Détails | Le statut officiel du blason reste à déterminer.                                                                                     |